# Евраев, Рувим Янкелевич
Рувим Янкелевич Евраев (13 сентября 1914, Мариуполь — 5 августа 1987) — белорусский артист оперы (баритон). Заслуженный артист Белорусской ССР (1964).

## Биография
Учился в Белорусской консерватории (1937—1941), окончил Саратовскую консерваторию (1943). Участник фронтовых концертных бригад (1944—1945). В 1945—1970 солист, с 1963 одновременно ассистент режиссёра Государственного театра оперы и балета БССР.

### Партии
- «Девушка с Полесья» Е.Тикоцкого — Ефрейтор Липке
- «Алеся» Е.Тикоцкого — Марек
- «Надежда Дурова» А.Богатырёва — Якуб
- «Евгений Онегин» П.Чайковского — Зарецкий
- «Князь Игорь» А.Бородина — Скула
- «Севильский цирюльник» Дж. Россини — Бартала
- «Лакме» Л.Делиба — Нилаканта